# Daniel Ballart
Daniel Ballart Sans (Barcelona, 17 de março de 1973) é um ex-jogador de polo aquático espanhol, campeão olímpico.

## Carreira
Daniel Ballart fez parte da geração de ouro do polo aquático espanhol, fez parte nos elencos vice-campeão olímpico de 1992, e que conquistou o ouro em Atlanta, 1996.